# 国鉄コキ1000形貨車
国鉄コキ1000形貨車（こくてつコキ1000がたかしゃ）は、日本国有鉄道（国鉄）に在籍した海上コンテナ輸送用の貨車（コンテナ車）である。
本形式の元となった試作車であるコサ900形及びコキ9100形についてもここで解説する。

## 概要
日本国内の鉄道コンテナ輸送は1959年の「たから」号により本格的に開始されたが、コンテナは独自規格の5トンコンテナが採用されていた。一方海運の分野ではアメリカ合衆国のシーランドが1957年より、またマトソン社が1960年より国際海上コンテナ輸送を開始し、1962年には海運会社により異なっていたコンテナの規格を統一するISO規格（1968年にISO 668として確立）が制定された。
1967年には日本 - 北米間の太平洋航路にマトソン社のコンテナ船が就航し、1960年代後半には当時の邦船6社（日本郵船、昭和海運、川崎汽船、商船三井、山下新日本汽船、ジャパンライン）もコンテナ船を就航せせた。日本の鉄道で海上コンテナを初輸送したのは1967年で、アメリカ合衆国から横浜港に到着した在日米軍三沢基地向けのISO 1C（長さ20 ft、幅8 ft、高さ8 ft）コンテナをチキ3000形に積載して東高島駅から三沢駅へ発送した。
当時の国鉄では国際海上コンテナの鉄道輸送の需要が高まると見込み、1967年（昭和42年）に海上コンテナ輸送用の貨車の試作車として21t積のコサ900形と41t積のコキ9100形の2種類が製作された。量産車は積載効率の面から41t積とし、コキ1000形が1968年（昭和43年）に登場した。
コキ1000形はISO規格コンテナ（ISO1A形・ISO1AX形・ISO1B形・ISO1C形・ISO1D形）及びISO規格外のマトソン形（M形、長さ24 ft）及びシーランド形（S形、長さ35 ft）の輸送を考慮したものとした。これらコンテナに対応したツイストロック式緊締装置を四隅に備え、車体側の金具は共用可能とされていたが、実際には緊締不能になるものもあった（特にS形）。

## 形式別概説

### コサ900形
21t積の海上コンテナ用貨車の試作車で1967年（昭和42年）に2両（コサ900 - コサ901）が製作された。全長は10,700 mmで、積載するコンテナはISO1C形1個もしくはISO1D形1 - 2個積とした。車体塗装はコンテナ車標準の赤3号である。コンテナ荷役装置のない駅においてコンテナを積載した状態で荷役できるよう、床面は全面鋼板張りとなった。
台車はコキ5500形と同じTR63Bが使用された。ブレーキ装置はKSD形積空ブレーキと両側側ブレーキである。衝撃に弱い海上コンテナを保護する観点から、連結器の緩衝装置には大容量の油圧緩衝器を装備した。

### コキ9100形
41t積の海上コンテナ用貨車の試作車で1967年（昭和42年）に2両（コキ9100 - コキ9101）が製作された。コキ9100は川崎車輛で、コキ9101は 日本車輌製造、輸送機工業グループにて製造された。
軸重15tを許容した幹線用の運用制限車として設計され、積載するコンテナはISO1A形・ISO1B形・M形・S形の場合はいずれか1個積でISO1C形については1 - 2個積とした。台車は最高速度85 km/hのTR63系であるが、高軸重に対応する新形式のTR63Eが使用された。ブレーキ装置はASD形積空ブレーキと手ブレーキである。

### コキ1000形
41t積の海上コンテナ用貨車の量産車で1968年（昭和43年）から1969年（昭和44年）にまでに70両（コキ1000 - コキ1069）が川崎車輛、富士車輌、ナニワ工機のグループにて製作された。
本形式ではX形（後のISO 1AA形、長さ40 ft、高さ8 ft 6 in）の積載にも対応し、積載するコンテナはISO1A形・ISO1B形・M形・S形X形の場合はいずれか1個積でISO1C形については1 - 2個積とした。台車はTR63Eの軸受を密封形としたTR215形が当初使用されたが、後にブレーキが片押し式・レジンシューに改造されてTR215Fとなった。ブレーキ装置はASD形積空ブレーキと手ブレーキである。

## 運用の変遷
1967年に試作されたコサ900形・コキ9100形は神戸港 - 松尾寺間などで試験輸送が実施された。量産車のコキ1000形は東京南・名古屋・大阪の各鉄道管理局に配置され、海上コンテナ輸送に使われた。1971年には西名古屋港 - 神戸港間の国際海上コンテナ専用列車も設定されている。
このほか、1968年には汎用長物車のチキ4500形を海上コンテナ輸送兼用車とした改造車31両が登場したほか、トキ15000形の改造による海上コンテナ輸送兼用車チキ5000形（2代）も100両登場した。
1974年（昭和49年）には、コキ50000形をベースに重量の重い海上コンテナの輸送と全自動荷役システムに対応した試作車として3軸台車のコキ9300形1両が登場している。荷重は61 tで、海上コンテナであればISO1A形は1個、ISO1B形は1 - 2個、ISO1C形については1 - 3個積とし、最高速度はコキ50000形と同じ95 km/hとされた。
海上コンテナの鉄道輸送は需要が伸び悩んだこともあり、一時は1970年（昭和45年）に設定された隅田川駅 - 西岡山駅間の山陽ライナーにコキ5500形8900番台と混用されて10tコンテナ輸送に使われた時期もあった。内航船やトラック輸送の拡大に伴って国鉄による国際海上コンテナのフィーダー輸送は1971年をピークに減少し、1978年に消滅した。
国鉄分割民営化前の1986年（昭和61年）度までに全車除籍されたが、コキ1000形の一部車両は部品として日本貨物鉄道（JR貨物）に継承された。
国際海上コンテナのフィーダー輸送はJR貨物発足後にコキ100系を使用して再開され、2000年代には化成品用タンクコンテナを中心に内航用ISOコンテナなどによる国内輸送がコキ200形などにより実施されている。

## 廃車後の改造・譲渡車

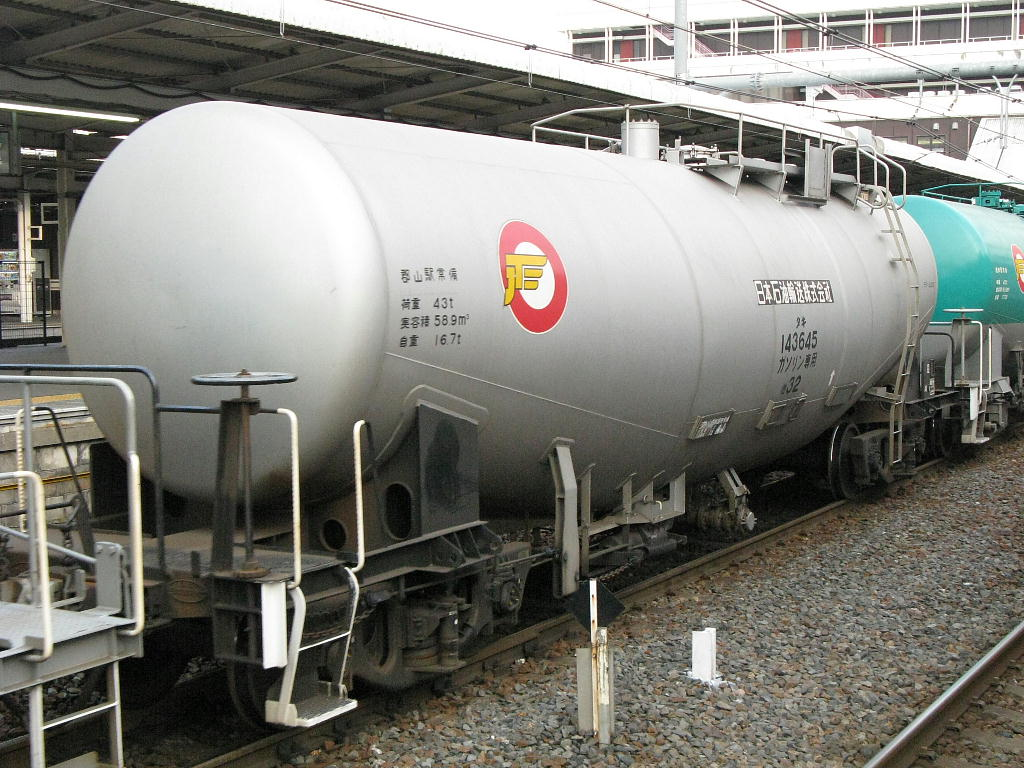
コキ1000形の台車を流用したタキ143645（大宮駅、2009年）

コキ1000形はJRには車籍を継承されなかったが、車両自体はJR化後も残っていたこともあり、他形式に改造された車両もあった。タキ43000形のステンレスタンク試作車として国鉄分割民営化直前の1987年に製造されたタキ143645号は、コキ1000形での廃車発生品であるTR215F台車が流用された。

### JR貨物

#### クキ900形
タンクローリーピギーバック輸送用の貨車で1989年（平成元年）に1両がコキ1000形より改造された。

#### チキ1000形
MDI（メチレンビスフェニルイソシネアート）積コンテナ用の 41 t 積の長物車で1989年（平成元年）に2両が新製名義で製作されたが実際はコキ1000形（コキ1025、コキ1034）よりの改造製作車両であった。国鉄時代に製作した同一形式名のチキ1000形とは別の車両である。
日本陸運産業所有の私有貨車として製作され、車両自体はコンテナ車そのものであるが、日本貨物鉄道（JR貨物）の私有貨車制度の制約により、コンテナ車の私有所有が認められなかったため、国鉄時代に製作したチキ80000形も同様の理由で車籍編入の条件のために特定コンテナの積載専用とする長物車に分類された。
2両1ユニットで運用され、1両目に 20.5 t 積MDI専用タンクコンテナを2個、2両目に電源コンテナ1個と 24 t 積MDI専用タンクコンテナを積載する。1両目と2両目の間にはジャンパ線で接続され1両目コンテナへ電源（AC220 V）を供給する。1997年（平成9年）に形式消滅した。

### 名古屋鉄道

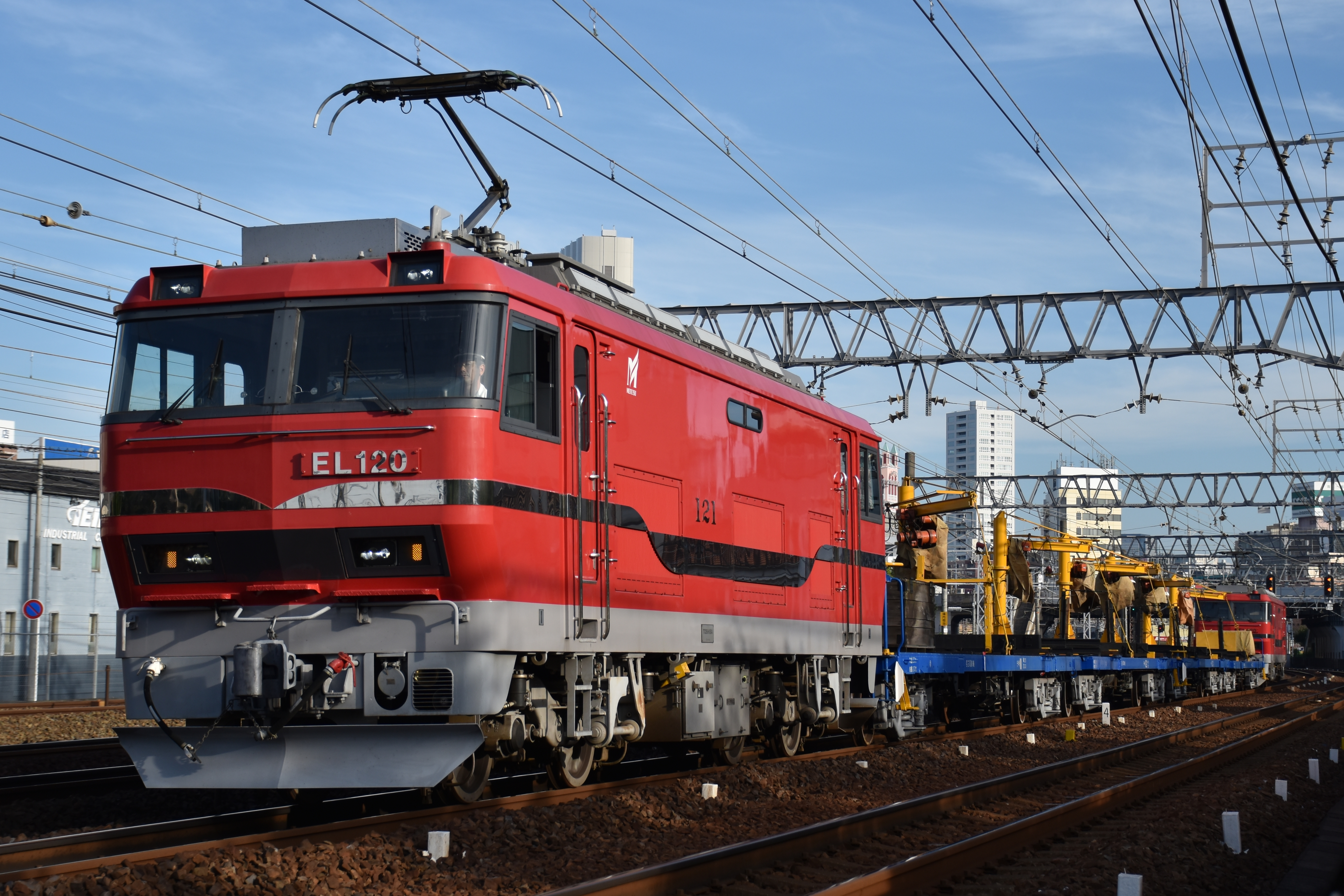
名鉄EL120形とその間に連結されたチキ10形（2018年）

1993年（平成5年）、4両（コキ1014、コキ1018、コキ1005、コキ1011）が名古屋鉄道へ譲渡され、レール輸送用長物車に改造され、チキ10形となった。2014年にはEL120形導入に伴い、機関車の間に貨車を連結した状態でも、前位側の機関車の運転台から後位側の機関車の制御を行う総括制御を実施する為、制御線の引き通し栓を増設する改造を行った。